# Rwibomba
Rwibomba är ett periodiskt vattendrag i Burundi.   Det ligger i provinsen Cankuzo, i den östra delen av landet, 140 kilometer öster om huvudstaden Bujumbura.
Omgivningarna runt Rwibomba är en mosaik av jordbruksmark och naturlig växtlighet. Runt Rwibomba är det ganska tätbefolkat, med 67 invånare per kvadratkilometer.